# Julijus Fučik
Julijus Fučik (*23. februara 1903. u Pragu- †8. septembra 1943. Berlin) je bio čehoslovački politički aktivista, literarni i pozorišni kritičar, prevodilac, novinar i pisac.

## Biografija
Fučik je rođen u radničkoj porodici 23. februara 1903. u Pragu ali se sa porodicom preselio u Plzen kada je imao 10 godina. Kao osnovac je počeo da pokazuje interesovanje za literaturu i politiku. Sa 12 godina je došao na ideju da osnuje list “Slovan”. Bio je i glumac u amaterskom pozorištu u Plzenu. Studije u Pragu počeo je 1920. godine. Iste godine se pridružuje Čehoslovačkoj socijaldemokratskoj radničkoj partiji. Svrstava se u njenu levu struju koja 1921. godine osniva Komunističku partiju Čehoslovačke. U to vreme Fučik piše kulturne priloge za lokalni list KP Čehoslovačke u Plzenu, gradu odakle dolazi.
Nakon što je završio studije Fučik postaje urednik u literalnom časopisu “Kmen” dok u partiji biva zadužen za rad vezan za kulturna pitanja. Zapošljava se u literalnom časopisu “Tvorbal” 1929. godine a istovremeno radi i kao autor u novinama “Rude Pravo”, zvaničnom organu KP Čehoslovačke. Sarađuje u još nekoliko časopisa. U to vreme ga hapsi češka tajna policija i za dlaku je izbegao da bude poslat na robiju 1934. godine. Imao je priliku da poseti Sovjetski Savez 1930. godine gde je boravio četiri meseca. Inspirisan razvojem socijalističkog društva u SSSR napisao je knjigu “U zemlji gde je sutra već juče” 1932. U julu 1934. godine boravio je u Nemačkoj i život pod nacističkom diktaturom opisao je u knjizi “Put za Minhen”. Te godine ponovo odlazi u SSSR gde ostaje dve godine pišući reportaže o prvoj zemlji socijalizma.
Po povratku u Čehoslovačku u krugovima progresivnih pisaca brani delo četvrtog klasika naučnog socijalizma Josifa Staljina od napada revizionističkih provokatora. Dve godine kasnije se ženi sa Augustom Kodenčovom, kasnije poznatoj kao Gusta Fučikova. Nakon nacističke invazije na Čehoslovačku Fučik počinje da radi u ilegalnoj mreži Komunističke partije koja organizuje otpor protiv okupatora. Početkom 1941. biva izabran u Centralni komitet partije i dobija zadatak da uređuje ilegalno izdanje lista “Rude Pravo”. Gestapo ga hapsi sa još šest drugova 24. aprila 1942. godine u Pragu. U zatvoru ga nemački nacisti žestoko muče ali on se hrabro i stoički drži ne izdavši nijednu partijsku vezu. Prvo je držan u praškom zatvoru Pankrac gde ga je Gestapo, i pored zverskog mučenja, neuspešno ispitivao. U to vreme je uspeo da napiše svoju knjigu “Reportaža ispod vešala”. Tekst je pisao na cigarete-papiru koji je uspeo da preko zatvorskih čuvara-simpatizera prošvercuje i dostavi partijskim drugovima. Na papiru je bio opisan zatvorski život i Fučikova vera u pobedu nad fašizmom i vera u komunističku budućnost. U maju 1943. godine nacisti ga prebacuju u zatvor u Nemačkoj gde mu se i sudi u Berlinu “za izdaju” (nacistička Nemačka je “Trećem Rajhu” pripojila teritoriju Čehoslovačke i cinično je sudila Fučiku kao “svom građaninu”). Biva osuđen na smrt i pogubljen je vešanjem 8. septembra 1943. godine.
Uz pomoć njegove supruge koja je tokom rata bila internirana u koncentracioni logor, knjiga “Reportaža ispod vešala” je objavljena 1947. godine. Prevedena je na više od 90 jezika, bila je redovna lektira generacijama čehoslovačkih đaka i ideološki simbol prkosa, hrabrosti, herojstva, mučeništva, doslednosti i vernosti komunističkim idejama.

## Literatura
- Stefan Zwicker (2006). „Nationale Märtyrer“. Albert Leo Schlageter und Julijus Fučík. Heldenkult, Propaganda und Erinnerungskultur. ISBN 978-3-506-72936-1.. Schöningh, Paderborn u. a.
- Stefan Zwicker: Satjukow, Silke; Gries, Rainer (2002). „Der antifaschistische Märtyrer der Tschechoslowakei.”.  Ур.: Silke Satjukow, Rainer Gries. Sozialistische Helden. Eine Kulturgeschichte von Propagandafiguren in Osteuropa und der DDR. Berlin. стр. 244—255. ISBN 978-3-86153-271-2.:  Links.
- Zdeněk Hořeni. „Verleumdungen und Fakten. Zu Julijus Fučik”. Jahrbuch für Forschungen zur Geschichte der Arbeiterbewegung. ISSN 1610-093X.. In: , Heft II, 2003, .

## Spoljašnje veze
- Beitrag auf Radio Praha am 1. März 2003 vom Katrin Bock